# Turres Ammeniae
Turres Ammeniae (łac. Diocesis Ammeniensis) – stolica historycznej diecezji we Cesarstwie rzymskim w prowincji Numidia zlikwidowana w VII w. podczas ekspansji islamskiej, współcześnie w północnej Algierii. Obecnie katolickie biskupstwo tytularne. 

## Biskupi tytularni
| Lp. | Biskup                           | Funkcja                                   | Od                | Do                |
| --- | -------------------------------- | ----------------------------------------- | ----------------- | ----------------- |
| 1   | Próspero Penados del Barrio      | biskup pomocniczy San Marcos (Gwatemala)  | 28 lipca 1966     | 7 grudnia 1971    |
| 2   | François Favreau                 | biskup pomocniczy Bajonny (Francja)       | 24 listopada 1972 | 1979              |
| 3   | Fernando José Penteado           | biskup pomocniczy São Paulo (Brazylia)    | 2 kwietnia 1979   | 5 lipca 2000      |
| 4   | José Francisco Rezende Dias      | biskup pomocniczy Pouso Alegre (Brazylia) | 28 marca 2001     | 30 marca 2005     |
| 5   | Ricardo Ernesto Centellas Guzmán | biskup pomocniczy Potosí (Boliwia)        | 30 czerwca 2005   | 25 listopada 2009 |
| 6   | Lucio Lemmo                      | biskup pomocniczy Neapolu (Włochy)        | 9 stycznia 2010   |                   |